# 龍潭区 (桃園市)

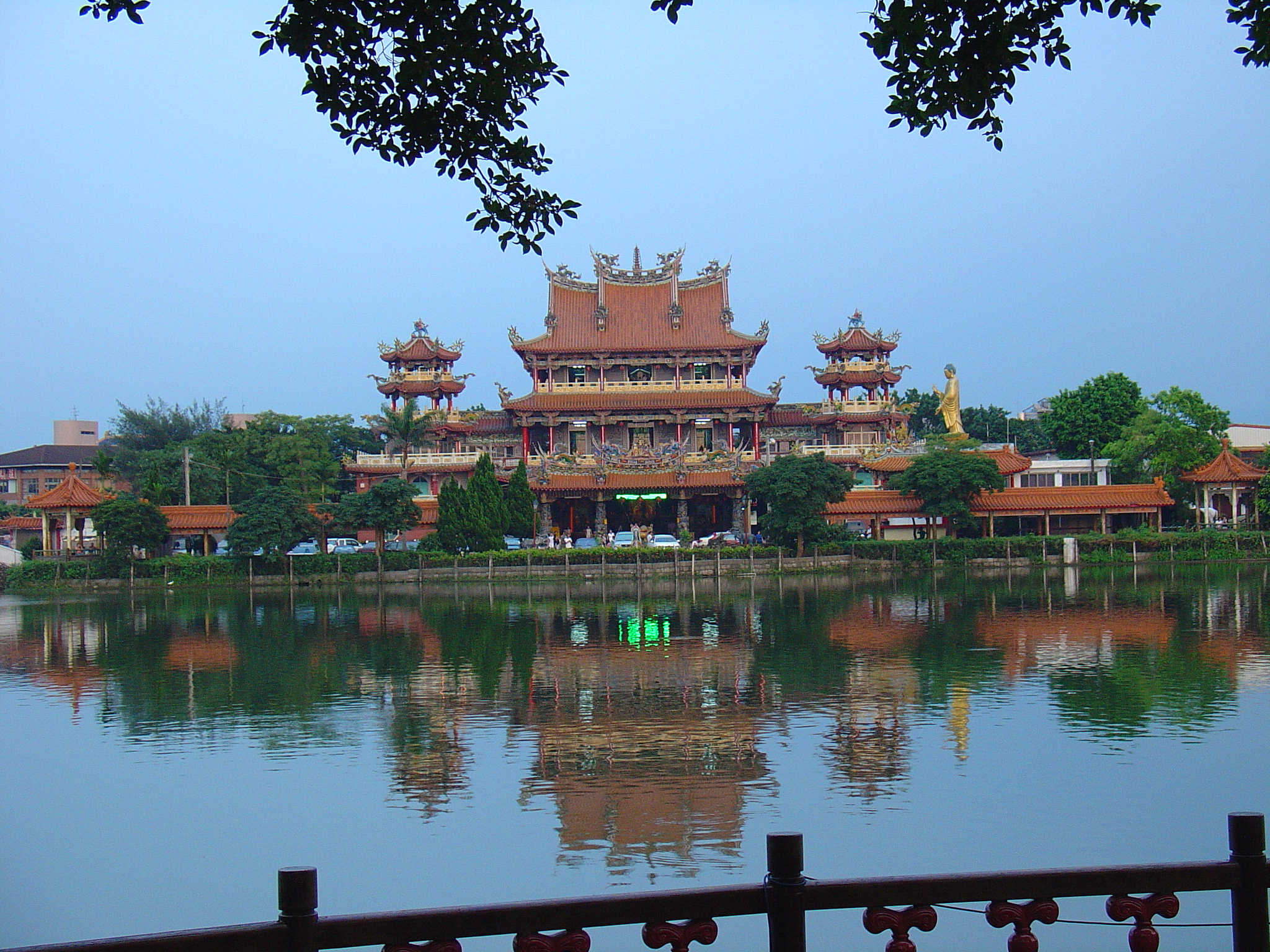
龍潭大池を隔てて望む龍潭南天宮

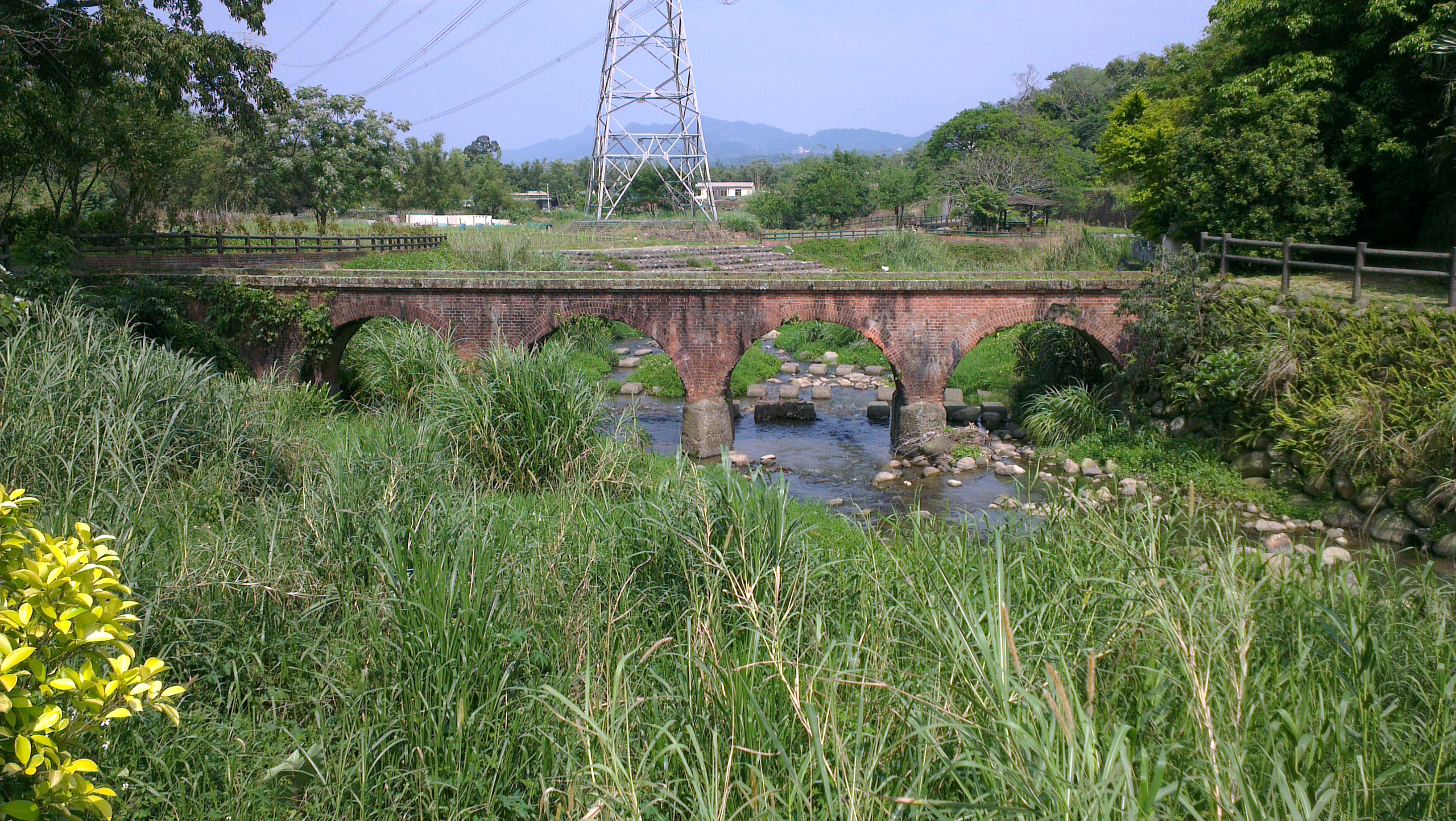
打鉄坑渓に架かる大平紅橋

龍潭区（ロンタン/りゅうたん-く）は、台湾桃園市東北部の市轄区。

## 歴史
龍潭区は鄭成功統治時代は承天府天興県に属していた。清の康熙年間に台湾府諸羅県に改められた。当時の龍潭は土地がやせている上、灌漑に不利な高台に位置するため開発が進まなかったが、雍正年間になると漢人の本格的な入植が進んだ。台湾府諸蘿県管轄から彰化県淡水庁管轄に改編された龍潭に、1748年霄裡社通事知母六がこの地区の開発に着手し、灌漑設備を整え水田を開拓した。その灌漑設備で最も有名なのが、中心部に位置する龍潭陂（現在の龍潭大池）であり、これが「龍潭」の地名の由来となっている。
その後。光緒年間には台北府淡水県の管轄となり、また1895年、日本による統治が開始されると台北県管轄と改められ、1900年から1904年までは桃仔園庁大崁支庁管轄下の潭陡区と改められた。1920年の地方行政再編に伴い新竹州大渓郡龍潭庄と改編されると行政面での改編がある中、水稲を中心として農業開発が推進されていった。
戦後は県制が施行される以前は大渓区、中壢区に属していたが、県制が施行されると桃園県龍潭郷となった。2014年12月25日、桃園県が直轄市となり桃園市と改称したことから、龍潭郷は龍潭区と改名し、市轄区となり現在に至っている。中国大陸の国共内戦で台湾にのがれた国民党軍の親族・軍属の最大定住地でもあり、今日まで最も親・国民党の行政区画であり、盤石な国民党の票田である。そのため、日本人の人文的視点でいうと「台湾でもっとも反日的」な土地柄といえる。

## 行政区
| 里 |
| --- |
| 龍潭里、中山里、龍星里、中正里、黄唐里、永興里、烏樹林里、烏林里、龍祥里、百年里、聖徳里、八徳里、凌雲里、九龍里、武漢里、祥和里、北興里、中興里、東興里、上林里、上華里、三坑里、大平里、佳安里、三林里、富林里、建林里、高原里、高平里、三和里、三水里、渇望里 |

## 教育

### 高級中学
- 桃園市立龍潭高級中学
- 私立泉僑高級中学

### 国民中学
- 桃園市立龍潭国民中学
- 桃園市立凌雲国民中学
- 桃園市立石門国民中学
- 桃園市立武漢国民中学

## 交通
| 種別     | 路線名称           | その他 |
| -------- | ------------------ | ------ |
| 高速道路 | フォルモサ高速公路 | 龍潭IC |
| 省道     | 台3線              |        |
| 省道     | 台3乙線            |        |
| 省道     | 台4線              |        |

## 観光

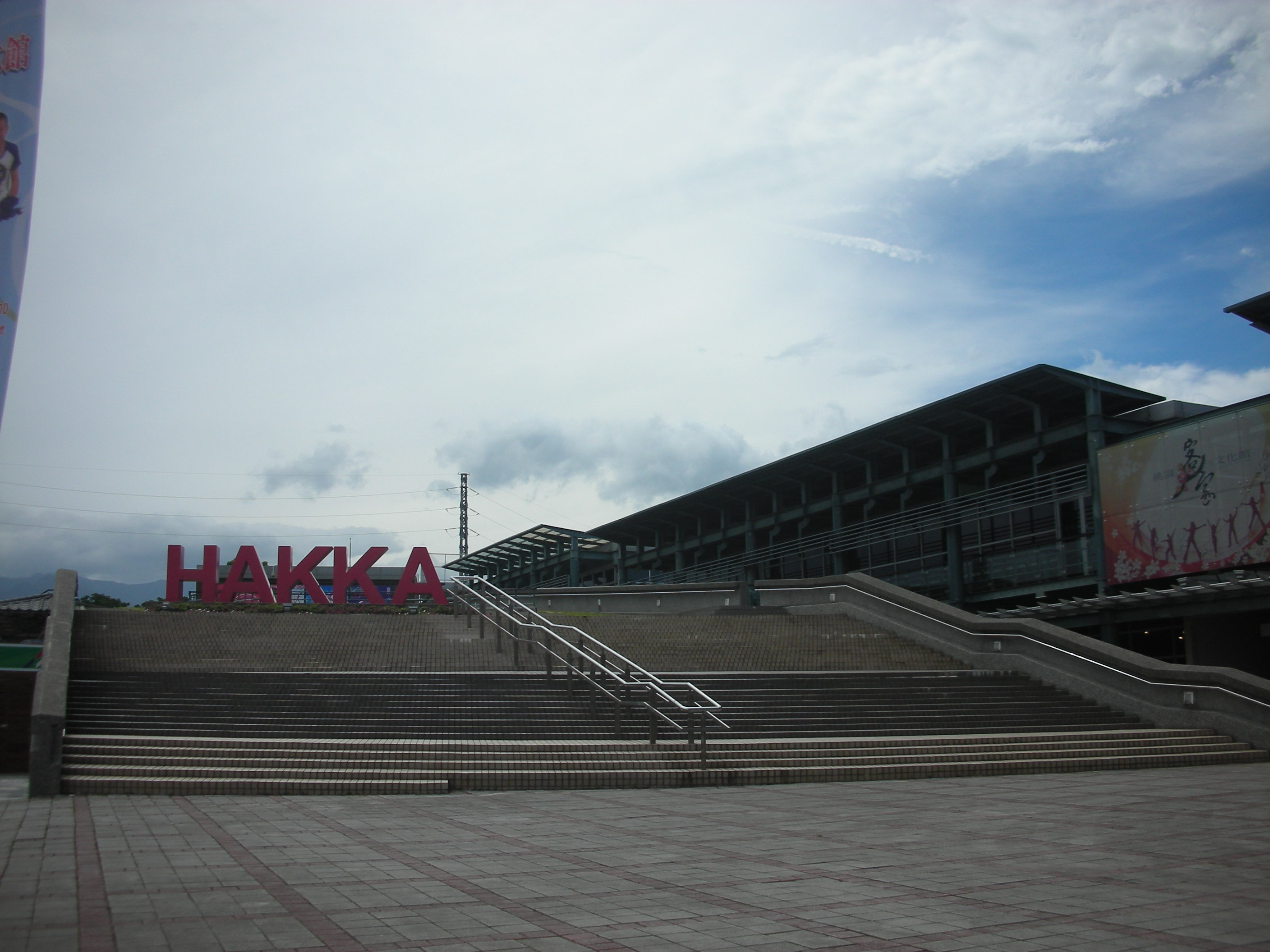
桃園市客家文化館

- 龍潭大池（中国語版）
- 龍潭武徳殿（中国語版）
- 龍潭聖蹟亭（中国語版）
- 石門ダム（中国語版）
- 石門山（中国語版）
- 三坑老街（中国語版）
- 桃園市客家文化館（中国語版）
- 小人国テーマパーク（中国語版）